# Los Romeros
Los Romeros, The Romeros nebo The Romero Guitar Quartet je španělské kytarové kvarteto známé jako "La familia real de la guitarra" (Královská kytarová rodina). Všichni její členové jsou příslušníky rodiny Romerů, pocházející z Andalusie na jihu Španělska a sídlící v Kalifornii (USA).

## Historie
Kvarteto založil v roce 1960 Celedonio Romero, španělský kytarista narozený v kubánském Cienfuegos, ještě v útlém dětství se však jeho rodina přestěhovala do španělské Málagy, kde žila do roku 1957, než emigrovala z Francova režimu do USA. Kvarteto tvořili Celedonio a jeho tři synové: Ángel, Celín a Pepe.
V roce 1990 Ángel skupinu opustil a na jeho místo nastoupil Celínův syn Celino. Celedonio Romero zemřel v roce 1996 v San Diegu a jeho místo zaujal Lito Romero, syn Ángela.

## Členové kvarteta
Los Romeros
- 1960–1990: Celedonio Romero, Celín Romero, Pepe Romero, Ángel Romero
- 1990–1996: Celedonio Romero, Celín Romero, Pepe Romero, Celino Romero
- od roku 1996: Celín Romero, Pepe Romero, Celino Romero, Lito Romero

## Repertoár
Los Romeros se stali světově slavnými svou virtuositou ve hře na španělskou kytaru. Hrají především klasická kytarová aranžmá; často s orchestrální podporou orchestru Academy of St. Martin in the Fields řízeného Neville Marrinerem. Realizovali množství nahrávek, mezi nimiž vynikají především úpravy Vivaldiho koncertů, zvláště pak těch, které tento benátský hudebník složil pro mandolínu, dále skladby Joaquína Rodriga, Federica Morena Torroby, Georges Bizeta, Manuela de Fally, Enrique Granadose, Domenica Scarlattiho a dalších skladatelů, stejně jako i vlastní skladby Celedonia Romera.

## Diskografie
- 1990 Antonio Vivaldi: Guitar Concertos (s orchestrem Akademie sv. Martina v polích)
- 1990 Joaquín Rodrigo: Concierto Madrigal - Concierto Andaluz (s orchestrem Akademie sv. Martina v polích)
- 1997 The Royal Family of the Spanish Guitar
- 2002 Lorenzo Palomo: Concierto de Cienfuegos (Rafael Frühbeck de Burgos diriguje Symfonický orchestr Sevilla)
- 2005 The Rodrigo Collection (s orchestrem Akademie sv. Martina v polích)
- 2007 Los Romeros Anniversary Album